# Abu Alabas Anabati
Abu Alabas Anabati (em árabe: أبو العباس النباتي, lit. 'Abu’l-ʿAbbās al-Nabātī'; c. 1200) foi um cientista, botânico, e farmacêutico do Alandalus. É conhecido por desenvolver o método científico no campo da medicina. As suas técnicas tais como separar os relatórios verificados dos não verificados, levaram propiciaram o desenvolvimento da farmacologia. Foi professor de botânica no Alandalus, e companheiro de ibne Albaitar.  